# 手 (股票)
一手股票（英語：Lot），是指每种股票所设的最低交易额，在單次交易中的成交單位。由於股分股價往往相當低，交易處理麻煩。買賣股票時，有些場合不能以一股，而必須以一手作為買賣單位。
每手股数因公司与其所在的证券交易所而不相同，少者二百股，多者达二千股，但以每手一千股（香港证券交易所）最为常见。

## 起源
一手這個量詞起源於以往進行實體股票買賣：據傳一手股票剛剛好能以一隻手拿到。

### 香港
現時上市公司可隨意調節一手股數，以增加或降低入場門檻。
高股價的股票通常都以100股或數百股一手（如騰訊控股、匯豐控股），低價者則以1000或數千股為一手（如建設銀行、中國海外發展），一元以下的則以數萬股為一手。總括而言，一手通常是數千至數萬元不等。

### 中國大陸
上海和深圳交易所均訂明，不論股價，以100股為一手。

### 台灣
台灣證券交易所訂明，每手台股為1000股。

## 碎股
碎股是指不足一手的股票，乃屬香港獨有，通常是在持有股票一段時間後產生的。其產生原因如下：

### 合股
合股是指總股量由多變少的情況。合股由於以股而非手作單位，合股可能會產生不足一手的股分，亦即碎股。

### 紅股
由於紅股亦是以股而非手作單位，紅股可導致碎股出現。

### 更改每手股數
當一手股數被更改時，原有的股票便有可能因為用了不同的單位，而出現碎股。

### 解決方法
由於市場規定股票必須以一手作成交單位，有些人便會以低於市價的價接收碎股，再自行組成一手出售。
近期亦會有中介人代客戶處理碎股，但賣出時價格較低。

### 碎股黨
碎股黨是指依靠持有極少量股票進入股東會，再分取股東會上的不同禮品。通常在經常派發禮品的股東會上更容易出現，令碎股黨收獲豐厚。